# Bataille de Vesontio (68)
Pour les articles homonymes, voir Siège ou bataille de Besançon.
La bataille de Vesontio est une bataille qui eut lieu en mai 68 ap. J.-C. près de Vesontio (actuelle Besançon) entre l'armée de Gaius Julius Vindex, gouverneur de la province de la Gaule lyonnaise qui s'est révolté contre Néron et celle de Lucius Verginius Rufus, gouverneur du district militaire de Germanie supérieure, demeuré fidèle à l'empereur romain.

## Historique

### Révolte de Vindex
En mars 68, Vindex est à l'origine du soulèvement visant à détrôner Néron. Bien que la Gaule lyonnaise soit dépourvût d'armée, Vindex parvient à recruter 30 000 hommes, principalement des Séquanes. Ce qui entraîne le siège de leur cité, Vesontio, par trois légions du gouverneur de Germanie supérieure, Verginius Rufus. Vindex vient au secours de la ville avec une armée composée d'Arvernes et d'Éduens.
Concernant le lieu précis de la bataille, seul l'historien grec Dion Cassius fournit une piste en relatant que Vindex "vint camper non loin de la ville assiégée".

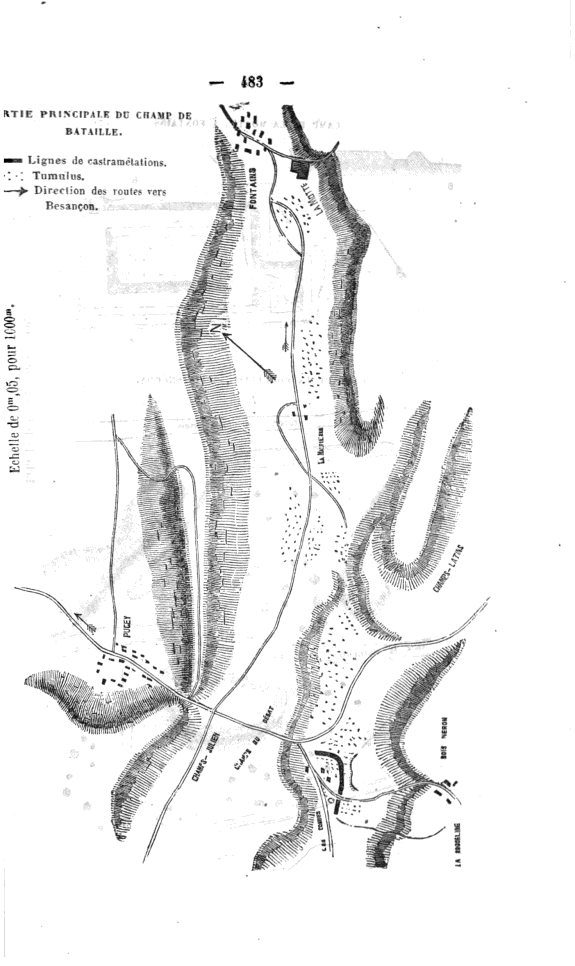
Lieu supposé de la bataille de Vesontio et cimetière de Pugey

L'hypothèse originelle[réf. souhaitée] selon laquelle ce campement se situe à Saint Ferjeux (actuel quartier de Besançon) apparaît contestable au XIXe siècle ; c'est ce qui conduit l'architecte Alphonse Delacroix à imaginer que les légions romaines, cherchant à envahir Vesontio, se sont postées sur le rebord du plateau dominant la ville au niveau des Buis d'où elles pouvaient espérer attaquer la ville plus facilement qu'en franchissant la boucle du Doubs depuis Saint-Ferjeux. C'est sur ce plateau que l'armée de Vindex, venant de Lugdunum, se serait dirigée, et c'est entre Fontain et Pugey que l'affrontement aurait eu lieu.
Pour conforter cette hypothèse, Delacroix fait état de l'existence de plusieurs milliers de tumulus d'origine celtique sur les actuelles communes de Pugey et Fontain, ensemble connu sous le nom de "cimetière de Pugey". Pour lui, il s'agirait des sépultures de soldats tués à cet endroit lors de la bataille.
De plus, en ayant recours à la toponymie, les érudits bisontins pensent déceler plusieurs indices dans des appellations locales : champ du Débat (de la confrontation?), champ Nétin appelé autrefois champs Latins (emplacement d'un camp romain ?). Mais surtout, le hameau de Bonnet Rond, initialement Bois Noiron sur la carte de Cassini, et évoluant oralement vers Bô Nairon qui sera par la suite transcrit sous la forme que nous connaissons, ne ferait-il pas référence à l'empereur romain en poste lors du soulèvement ?
Tous ces éléments, jugés à l'époque fiables et concordants, amènent à imaginer un scénario de la bataille et d'autre part à engager des fouilles.

### Scénario de la bataille de Vesontio
Son déroulement est imaginé  en 1860 par A. Delacroix dans "Alaise et Séquanie" en l'absence de documents d'archives : 
"...Les deux chefs s'acheminèrent, l'un du midi, l'autre du nord, vers cette ville. Verginius Rufus arriva le premier avec les légions, les Belges et les Bataves. Les portes se fermèrent à son approche. La place étant de nature à défier un siège connut un assaut, les Romains occupèrent, derrière la citadelle, les hauteurs du premier plateau du Jura où aboutissent les voies militaires de la Germanie et de l'Italie. Le centre obligé de cette position, à cause de l'eau, est Fontains. Il y a là deux sources ; celle du bas, qui est plus accessible que l'autre, alimente le fossé d'une redoute carrée d'où s'étendent, sur la colline de Bois-Nouveau, de longues lignes de campement.
 Venu par le sud-ouest du Jura, et devancé, Vindex s'arrête sur le même plateau, entre Fontains et la Loue, à une heure de distance de la citadelle, dont il est séparé par les camps romains. Il n'a jamais douté des dispositions secrètes de Verginius Rufus ; et après un échange de lettres, il l'amène à un entretien sans nul témoin.
 On croit que le général romain fut convaincu. Vindex, étant retourné près des siens, les rapprochait, peut-être pour prendre position dans la cluse de Pugey, où l'eau, qui manquait sur le lieu de la halte, se trouve aussi abondante qu'à Fontains. La cluse a pour unique entrée une porte naturellement taillée dans le rocher. Une route y passe, qui descend à Besançon. Lorsque les légions, ne sachant rien de la délibération des chefs, et massées sur les pentes dans lesquelles est percée la porte, voient venir droit à elles les Gaulois, elles croient à une attaque ouverte et à l'intention de forcer le passage pour entrer dans la place. Rien ne les sépare de l'ennemi ; elles se ruent sur lui spontanément, ayant tout l'avantage des pentes et celui d'avoir été reposées. Quoique surpris dans le désordre d'une marche sans défiance, le Gaulois résiste avec énergie. Les Champs du Débat, au-devant de l'entrée disputée, se couvrent de morts. Tout l'espace qui s'appellera longtemps le Cimetière de Pugey , les contrées de la Malepierre, des Champs-Latins et de Bois Néron deviennent un lieu de carnage. Une dernière charge de cavalerie des huit cohortes bataves attachées à la quatorzième légion, renverse les Arvernes et les Éduens de l'armée gauloise ; la lutte est terminée ainsi au profit des Romains".
Une chose est certaine : quel que soit le lieu réel de la bataille, elle se solde par la défaite de Vindex qui avait 30 000 hommes à opposer aux 20 500 Romains des meilleures légions de l'Empire renforcées par 800 mercenaires Bataves à cheval ainsi que des troupes belges. Quelque 20 000 Gaulois périssent et Vindex se suicide. Rufus s'empare de Vesontio qu'il pille[réf. souhaitée]. Ceci n'empêche pas la chute de Néron à la fin de la même année et son remplacement par Galba.
Observations et fouilles

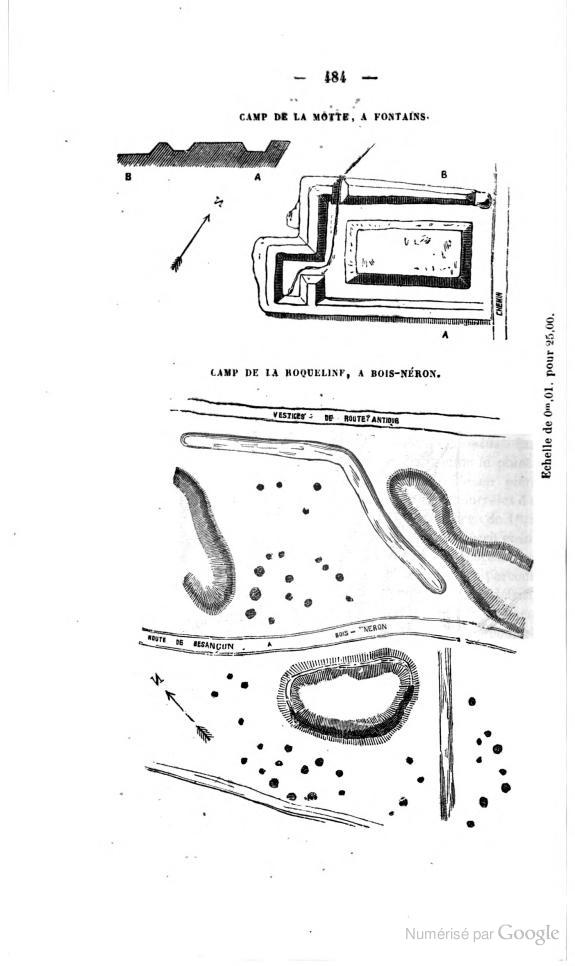
Camp de la Roqueline

Auguste Castan procède à des fouilles, en 1862, et en fait le compte-rendu à la Société d'Émulation du Doubs. Ses constats sont les suivants.
Les lignes de tumulus partant du bas de Fontain s'étendent sur environ 1 km de large jusqu'au champ du Débat (Champ Nétin), puis après avoir traversé en écharpe le coteau de Roqueline (aujourd'hui Rocline), se poursuivent sur une moindre largeur du chalet d'Arguel jusqu'aux rebords du plateau côté Loue.
Sur un communal en friche (aujourd'hui "aux combes vers les Bévalots"), à l'emplacement actuel de la zone artisanale "les Bonnets ronds" (côté gauche en montant la route), un muret de pierre sèche de plus de 300 m de longueur et de 1,2 m de large est interprété comme un retranchement gaulois. Son démantèlement aurait été réalisé suivant une méthode spécifique aux Romains.
De même à Fontain, un soubassement, encore visible actuellement, est, aux yeux des chercheurs de l'époque, celui d'un fortin romain.
Aux Granges-Mathieu, de nombreux tumulus de petit diamètre (6 m) auraient été identifiés, mais pas de traces de dépôts funéraires.
Aux Combes et sur le rebord des Champs Latins (Chevrotons-Lhomme) se trouveraient plusieurs tumulus en lave de 7 m de diamètre en moyenne. Dans deux d'entre eux, près des Lhomme, ont été trouvés des restes humains mais pas de poteries. Cinq des six tombelles fouillées aux Combes contenaient des fragments d'os humains et animaux, de la poterie, une pierre à aiguiser et une hachette en grès.
En conclusion, Auguste Castan atteste que tous ces tumulus sont des sépultures de combat compte tenu de leur nombre et de l'irrégularité de leur disposition. Elles seraient typiques du rite funéraire celte. De nos jours il ne reste pas de traces visibles du "cimetière de Pugey".

### Conclusion
En 1933, une monnaie en or frappée au nom de l'empereur Néron est découverte par un berger dans un murger au lieu-dit Bois Néron. La Société d'émulation du Doubs y verra un argument en faveur de l'hypothèse d'Alphonse Delacroix.
Un ancien panneau informatif, placé au carrefour de la Croix à Pugey, mentionnait le lieu de la bataille à proximité, à défaut de site alternatif.